# 고성 운흥사 목조삼세불좌상
고성 운흥사 목조삼세불좌상(固城 雲興寺 木造三世佛坐像)은 대한민국 경상남도 고성군 하이면 운흥사에 있는 불상이다. 2013년 5월 2일 경상남도의 유형문화재 제538호로 지정되었다.

## 참고 자료
- 고성 운흥사 목조삼세불좌상 - 국가유산청 국가유산포털